# Чаджанмён
Чаджанмён (кор. 짜장면) — блюдо корейской кухни. Название происходит от основных ингредиентов: соуса под названием «чаджан» и пшеничной лапши, именуемой «мён». Также в чаджанмён добавляют овощи, мясо (обычно свинину, но также и говядину), морепродукты (креветки или кальмары). Раньше лапшу для этого блюда делали вручную, сейчас чаще используют лапшу промышленного производства. Соус чаджан готовят на основе пасты чхунджан, которая состоит из чёрных бобов, обжаренных с карамелью, а также соевого или устричного соуса.
Чаджанмён пришёл в Корею из соседнего Китая в начале XX века. Блюдо было адаптировано под традиции корейской кухни и впервые подано в открытом китайскими иммигрантами ресторане Конхвачхун (кор. 공화춘?, 共和春?), который до сих пор работает в чайнатауне портового города Инчхон.
Чаджанмён принято подавать с панчханами: жёлтой маринованной редькой (танмуджи) или маринованным луком, либо с жареным или варёным яйцом, зелёным луком, ростками бамбука.
Особую популярность чаджанмён обрёл в середине 1950-х годов среди рабочего класса: это недорогое, но сытное блюдо стало важной частью рациона корейских рабочих. Чтобы ещё больше снизить себестоимость, в чаджанмён добавляли много лука и картофеля.
28 апреля 2012 года в корейском городе Инчхон был открыт Музей чаджанмёна (находится в ресторане Конхвачхун).
Выпускается также чаджанмён быстрого приготовления, например, производства компании «Доширак».
14 февраля, в День святого Валентина, в Корее принято дарить подарки мужчинам. 14 марта, в Белый День, — женщинам. Те же, кто не обзавёлся парой, отмечают 14 апреля Чёрный День. В этот день одинокие люди надевают чёрную одежду и отправляются в кафе и рестораны, чтобы поесть чёрную лапшу — чаджанмён.